# Rhynchostele ehrenbergii
Rhynchostele ehrenbergii är en orkidéart som först beskrevs av Link, Klotzsch och Christoph Friedrich Otto, och fick sitt nu gällande namn av Soto Arenas och Gerardo A. Salazar. Rhynchostele ehrenbergii ingår i släktet Rhynchostele och familjen orkidéer. Inga underarter finns listade i Catalogue of Life.

## Bildgalleri

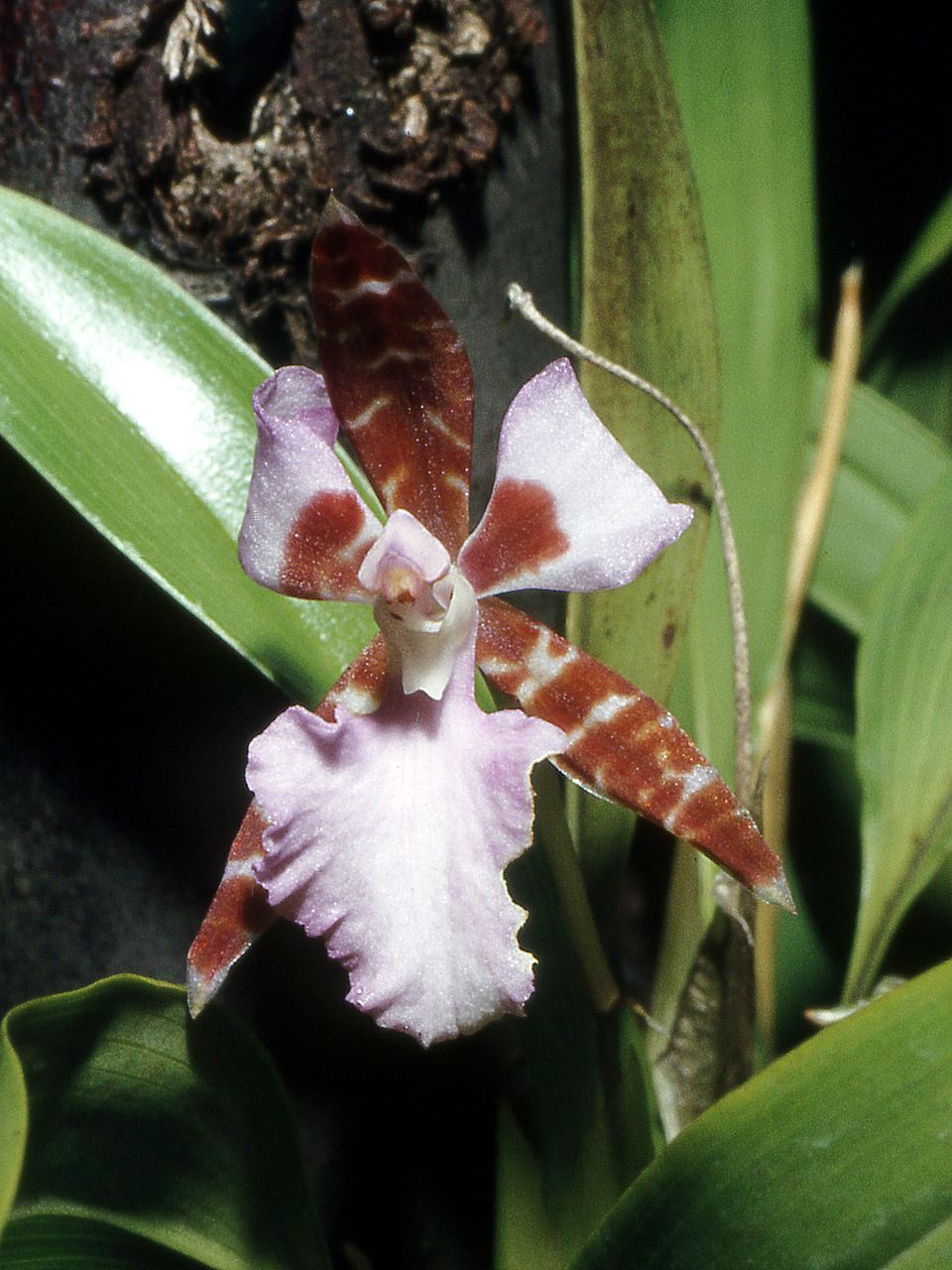